# Mythra
Mythra ist eine englische New-Wave-of-British-Heavy-Metal-Band aus South Shields, die 1975 unter dem Namen Zarathustra gegründet wurde, sich 1981 auflöste und seit 2014 wieder aktiv ist.

## Geschichte
Die Gruppe wurde am 1. Dezember 1975 unter dem Namen Zarathustra von den drei Schulfreunden John Roach (E-Gitarre), Pete Melsom (Bass) und Maurice Bates (E-Gitarre) als Coverband gegründet. Der Name wurde der sinfonischen Dichtung Also sprach Zarathustra entnommen, auf die die Gruppe durch den Film 2001: Odyssee im Weltraum aufmerksam geworden war. Nachdem Kenny Anderson als Schlagzeuger hinzugekommen war, folgten die ersten lokalen Konzerte, bei denen Bates zusätzlich den Gesang übernahm. Das Quartett coverte dabei Lieder von Bands wie Thin Lizzy, den Scorpions, Led Zeppelin, Black Sabbath, Humble Pie, UFO und Rush. 1977 stieß Barry Hopper als neuer Schlagzeuger hinzu, ehe Vince High als Sänger hinzugefügt wurde.
In der Folgezeit entschied sich die Band dazu, eigene Lieder zu schreiben, woraufhin 1978 der Name in Mythra umgeändert wurde, welcher sich von der Gottheit Mithras ableitet. Der Vorschlag stammte von John Roach, der sich zuvor stark mit Science-Fiction und der Geschichte der Religion befasst hatte. Die Namensänderung wurde dadurch begründet, dass viele Menschen sich den Namen Zarathustra nur schwer einprägen konnten. Die Band freundete sich daraufhin mit der Gruppe Axe an, die sich später in Fist umbenannte, und coverte regelmäßig live ihr Lied Name, Rank and Serial Number. Die Band hielt nun regelmäßig Auftritte in der lokalen Clubszene ab, in der auch Son of a Bitch (die späteren Saxon), Raven und Geordie spielten. Mythra gab mittlerweile mehrere Konzerte pro Woche. Da die Band bemerkte, dass viele jüngere Besucher Schwierigkeiten hatten in die Pubs und Clubs zu kommen, in denen die Konzerte stattfanden, organisierte sie Konzerte selbst, die sie in Gemeindezentren abhielt, wobei sie auch die Promotion übernahm. Die Konzerte warfen bald genug Gewinn ab, um sich einen Gang ins Tonstudio leisten zu können. Durch Terry Gavaghan bestärkt, den Geschäftsführer von Guardian Records, entschied sich die Band eine Schallplatte statt eine Kompaktkassette aufzunehmen, wodurch die Band sich eine stärkere Aufmerksamkeit erhoffte. Die von Gavaghan produzierte und von der Band selbst finanzierte EP enthält vier Lieder und erschien im November 1979 unter dem Namen Death and Destiny in einer Auflage von 200 Stück. Die Kopien, die nicht verschenkt oder aus Promozwecken versandt wurden, wurden lokal im Nordosten Englands verkauft. Da die Nachfrage nach dem Tonträger recht hoch war – die EP war über elf Wochen auf dem ersten Platz der Heavy Metal Charts im Sounds-Magazin – wurde schon bald eine Nachauflage gepresst. Es verkauften sich weitere mehrere Tausend Tonträger (insgesamt rund 15.000 Stück in 20 Tagen), ehe das Titellied in der Friday Rock Show bei BBC gespielt wurde. Alle Lieder des Tonträgers wurden bei dem lokalen Radiosender Radio Metro gespielt. Durch den Erfolg der EP wurde Pinnacle Records auf die Band aufmerksam, über dessen Sublabel Street Beat Records der Tonträger 1980 sowohl als 12″- als auch als 7″-Single, bei der dann das Lied Overlord fehlte, wiederveröffentlicht wurde. Im selben Jahr wurde bei demselben Label die Single Killer veröffentlicht. Im Februar des Jahres verließ der Gitarrist und Haupt-Songwriter Roach die Besetzung, um sich dem College zu widmen, woraufhin der 17-jährige Mick Rundle als Ersatz dazukam. Nachdem die Gruppe einen neuen Management-Vertrag abgeschlossen hatte, nahm sie am Heavy Metal Barn Dance in der Bingley Hall in Stafford teil, auf dem auch Motörhead, Saxon, Girlschool, Angel Witch, Vardis und White Spirit spielten. Später war die Band dafür vorgesehen Ted Nugent auf seiner 1980er Europatournee zu unterstützen. Jedoch kam dies nicht zustande, da das Management von White Horses ein besseres Angebot machte, sodass diese Band hierfür erwählt wurde. Auf den Werbepostern für die Tour stand jedoch Mythras Name. Gegen Ende des Jahres fertigte die Gruppe ein paar Demoaufnahmen von Liedern wie Warrior of Time, Heaven Lies Above, Together Forever und At Least I Tried im Proberaum von Guardian Records in Durham an. Die Aufnahmen wurden von Street Beat Records, in Hoffnung auf eine weitere EP, finanziert. Während der Aufnahmen wurde allerdings deutlich, dass Mick Rundle zu unerfahren war, sodass einige Aufnahmen später neu eingespielt werden mussten. Später wurde Rundle durch den Gitarristen Alex Perry ersetzt. Nachdem sich Street Beat Records gegen die Veröffentlichung eines weiteren Tonträgers entschieden hatte, löste sich die Band Ende 1981 auf. Grund für das Ausbleiben der Veröffentlichung waren Streitigkeiten zwischen dem Label und dem Management gewesen.
Nach der Auflösung widmeten sich die Mitglieder anderen Projekten. Mit dem steigenden Interesse an der NWoBHM Ende der 1980er Jahre wurde die Band zum zehnjährigen Bestehen des Genres im Kerrang-Magazin wieder aufgegriffen. Die Band sollte außerdem auf dem Sampler New Wave of British Heavy Metal '79 Revisited von Lars Ulrich vertreten sein, was jedoch aus Lizenzgründen scheiterte. Gegen Ende der 1990er Jahre wurde aus dem Archiv von Guardian Records die The Death and Destiny LP zusammengestellt und 1998 über British Steel Records ohne Wissen und Zustimmung der Mitglieder vertrieben. Die CD besteht aus Demomaterial und den bisher unveröffentlichten Songs Paradise, England, The Age of Machine, Vicious Bastard und Blue Acid. Da die Lieder von einer unbeschrifteten Kassette stammten, wurden viele Songs falsch betitelt. So hätten Paradise, The Death of a Loved One und Blue Acid eigentlich jeweils New Life, Together Forever und W.A.S.A. heißen müssen.
2000/2001 wurde in John Roachs Haus mit Vince High das Album The Darkener aufgenommen, wobei keine weiteren Mitglieder involviert waren. Das Album wurde jedoch nie veröffentlicht und enthält nicht mehr als qualitativ hochwertige Demoaufnahmen. Es wurden lediglich ein paar CD-Rs verschickt, auf die es jedoch keine Reaktion gab, sodass die Band nicht wiederbelebt wurde.
Erst 2013 fragte Stuart Bartlett, der Organisator des Brofests, ob die Band sich nicht für einen Auftritt auf dem Festival wiedervereinigen möchte. Da jedoch viele Mitglieder dazu keine Möglichkeit hatten, mussten sie diese Einladung ausschlagen. Bei einer erneuten Anfrage im Jahr 2014 sagte die Band zu. Das Festival fand im Februar 2015 statt, wobei die Besetzung aus High, Bates, der statt der E-Gitarre allerdings den Bass spielte, Roach, Perry und dem Schlagzeuger Phil Davies bestand. Dem Auftritt waren monatelange Proben vorausgegangen. Aufgrund der positiven Reaktion erschien daraufhin Warriors of Time: The Anthology bei Skoll Records, die aus der The Death and Destiny LP sowie fünf neuen Lieder, die 2015 geschrieben und aufgenommen worden waren, besteht. Die Kompilation war mit dem Geschäftsführer von Skoll Records, Bart Gabriel, und den Bandmitgliedern zusammengestellt worden, wobei Gabriel das Material auch neu gemastert hatte. 2016 nahm die Band an verschiedenen Festivals in ganz Europa teil, unter anderem am Keep It True in Deutschland. Nach diesem Auftritt vermittelte Bart Gabriel einen Plattenvertrag mit dem Label High Roller Records. Daraufhin wurde im Oktober ein neues Album in Polen mit Gabriel als Produzenten aufgenommen, das Anfang 2017 unter dem Namen Still Burning erschien. Das Album war das erste, bei dem die Band gemeinsam im Studio war, um den Tonträger in einem zusammenhängenden Ablauf aufzunehmen.

## Stil
Malc Macmillan schrieb in The N.W.O.B.H.M. Encyclopedia, dass Death and Destiny energiegeladene und euphorische Musik der NWoBHM enthält, wobei vor allem die Riffs im Lied Killer genretypisch seien. Bei der Veröffentlichung habe sich die Gruppe an frühen Diamond Head orientiert und weise gelegentlich Gemeinsamkeiten zu Hollow Ground, Reincarnate, JJ’s Powerhouse und A II Z auf. Die Band habe später Einfluss auf die frühen Metallica gehabt. Matthias Mader gab in NWoBHM New Wave of British Heavy Metal The glory Days an, dass auf der Debüt-EP „krachig produzierte prä-Speed Metal-Juwele“ enthalten sind. Hätte man der Gruppe eine Chance zu der Veröffentlichung eines Albums gegeben, wäre es möglich gewesen, dass vielleicht der „High Speed-Rekord“ von Jaguars Power Games gebrochen worden wäre. In The International Encyclopedia of Hard Rock and Heavy Metal wurde geschrieben, dass die Band traditionellen Hard Rock spielt, wobei die Gruppe eine gewisse Fingerfertigkeit aufweise.
Martin Popoff schrieb in seinem Buch The Collector’s Guide of Heavy Metal Volume 1: The Seventies zur EP Death and Destiny, dass es sich hierbei um den Heiligen Gral der NWoBHM handelt, nicht zuletzt weil sie einen Vorgeschmack auf das, was Bands wie Fist, Tank, Holocaust, Angel Witch und – auf die erste Hälfte der Veröffentlichungen bezogen – Tygers of Pan Tang später herausbrachten, bieten würden. Das Titellied sei mittelschnell und melodisch mit Gesang, wie er für die frühe NWoBHM typisch sei. Der Song Killer sei schnell gehalten und mit Breadfan von Budgie oder Musik von Iron Maiden vergleichbar. Das Lied verwandle sich gegen Ende in eine durchschnittliche Mischung aus Punk und Metal. Overlord sei da nicht anders. U.F.O. sei anfangs wie He's a Woman, She's a Man von den Scorpions, ehe die Band wie Holocaust klinge. Insgesamt biete die EP eine zugängliche Pub-Rock-Version der NWoBHM. Im dritten Band seiner Buchreihe schrieb Popoff über die The Death and Destiny LP, dass die Gruppe hierauf recht amateurhaft klingt. Der Gesang von Vince Hight erinnere an den von Sean Harris (Diamond Head). Insgesamt könne man die Veröffentlichung als eine Mischung aus Iron Maidens Debütalbum und dem Charisma von Darkstar zusammenfassen.
Laut Matthias Mader vom Rock Hard kann man die Band zwischen Blitzkrieg, Satan, Raven und Jaguar einordnen, die den Grundstein für den Speed Metal US-amerikanischer Prägung gelegt hätten. Im Interview mit ihm gab Vince High an, dass er Mythra für keine politische Band hält. Vielmehr schreibe er über Dinge, die ihn beschäftigen würden. So handele der Song England etwa von gegenseitigem Respekt und Zusammenhalt, unabhängig von der Hautfarbe. Eine Ausgabe zuvor hatte Holger Stratmann Still Burning rezensiert und festgestellt, den Geist der NWoBHM zu reanimieren, ohne dabei altbacken zu klingen. Die Lieder würden sich durch angenehme Melodien und eine analog klingende Einspielung ohne Proporz auszeichnen. Bei den Instrumenten würde sich keines in den Vordergrund drängen, vielmehr würden sie als Einheit eine Vorlage für den Gesang bieten. Stratmann merkte an, dass die Band oft mit frühen Iron Maiden sowie Satan oder Jaguar verglichen wurde, was auch hier treffend sei.
Im Interview mit sickanddrestroy.info gab John Roach an, dass er durch die Wissenschaft, die Welt um ihn herum, Menschen im Allgemeinen und die Conditio humana inspiriert wird. Beeinflusst werde er durch Blues, Rock und Metal. An Bands nannte er The Beatles, Black Sabbath, Judas Priest, Led Zeppelin und Motörhead. Vince High meinte, dass er durch seinen Glauben, die physische Schönheit der Welt und das Gute im Menschen, dem er im alltäglichen Leben begegne, inspiriert wird. Neben Gruppen wie Led Zeppelin, Deep Purple und Black Sabbath nannte er Punk-Bands wie The Clash und die frühen Sex Pistols als Einflüsse.

## Diskografie
- 1979: Death and Destiny (EP, Guardian Records)
- 1980: Demo I (Demo, Eigenveröffentlichung)
- 1980: Killer (Single, Street Beat Records)
- 1981: Demo II (Demo, Eigenveröffentlichung)
- 1998: The Death and Destiny LP (Kompilation, British Steel Records)
- 2015: Warriors of Time: The Anthology (Kompilation, Skol Records)
- 2017: Still Burning (Album, High Roller Records)